# Hotel Room Service
"Hotel Room Service" – piosenka amerykańskiego rapera Pitbulla wydana jako trzeci singel z albumu, Rebelution. W utworze wykorzystano sample z piosenki "Push the Feeling On" zespołu Nightcrawlers. Utwór został wydany zarówno na iTunes jak i w radiu. Na liście Billboard Hot 100 singel uzyskał pozycję #8, przez co stał się drugą najpopularniejszą kompozycją Pitbulla po przebojowym "I Know You Want Me (Calle Ocho)".
16 września 2009, pojawił się oficjalny remix piosenki, w którym gościnnie zaśpiewała liderka zespołu Pussycat Dolls – Nicole Scherzinger. Niektóre stacje radiowe oprócz oryginalnej wersji emitują także remiks.

## Teledysk
Jim Jonsin i Feisty (z programu For the Love of Ray J) wystąpili w wideoklipie w rolach cameo. Pojawia się w nim również Sagia Castañeda – popularna modelka, która pojawiła się także w teledysku do utworu "I Know You Want Me (Calle Ocho)".

## Radiowe edycje utworu
Stacje radiowe nadają różne wersje piosenki by np. wyeliminować podteksty seksualne.
 Przykładowa różnica w tekście:

 W oryginale: Yo' man just left, I'm the plumber tonight. I'll check yo' pipes. Oh you tha helluva type – well here goes some egg whites...

 Poprawione: Yo' man just left, I'm the doctor tonight. Check up right! Oh, you the healthy type, well Imma give you just what you like...

## Pozycje na listach przebojów
| Lista (2009)                     | Pozycje |
| -------------------------------- | ------- |
| Austrian Singles Chart           | 22      |
| Belgian Singles Chart            | 10      |
| Belgian Singles Chart (Wallonia) | 8       |
| Canadian Hot 100                 | 7       |
| Danish Singles Chart             | 1       |
| Dutch Top 40                     | 14      |
| Eurochart Hot 100 Singles        | 16      |
| German Singles Chart             | 22      |
| Irish Singles Chart              | 6       |
| New Zealand Singles Chart        | 29      |
| Spanish Singles Chart            | 15      |
| Swedish Singles Chart            | 14      |
| Swiss Singles Chart              | 11      |
| Turkey Top 20 Chart              | 3       |
| UK Singles Chart                 | 9       |
| UK R&B Singles Chart             | 5       |
| U.S. Billboard Hot 100           | 8       |
| U.S. Billboard Hot Rap Tracks    | 7       |
| U.S. Billboard Pop Songs         | 11      |

### Remix

#### TOTAL CHART
| Hotel Room Service (Official Remix) ft. Nicole Scherzinger – TOTAL CHART |    |    |    |    |    |    |    |    |    |    |    |    |    |    |    |
| Dzień                                                                    | 01 | 02 | 03 | 04 | 05 | 06 | 07 | 08 | 09 | 10 | 11 | 12 | 13 | 14 | 15 |
| Pozycja                                                                  | 22 | 17 | 9  |    |    |    |    |    |    |    |    |    |    |    |    |

## Pozycje pod koniec roku
| Lista (2009)             | Pozycje |
| ------------------------ | ------- |
| Australian Singles Chart | 93      |
| Hungarian Singles Chart  | 151     |
| Romanian Top 100         | 64      |
| Swiss Singles Chart      | 67      |
| UK Singles Chart         | 94      |
| U.S. Billboard Hot 100   | 46      |